# ایترانگ
ایترانگ (به آلمانی: Aitrang) یک شهر در آلمان است که در بایرن واقع شده‌است.

## خصوصیات
ایترانگ ۳۰٫۷۱ کیلومترمربع مساحت دارد ۷۴۵ متر بالاتر از سطح دریا واقع شده‌است.